# Міхал Ельвіро Андріолі
Міхал Ельвіро Андріолі (2 листопада 1836, Вільнюс — 23 серпня 1893, Наленчув) — польський художник (маляр та графік), ілюстратор італійського походження, народжений у Литві. Представник романтизму.

## Біографія
Народився у сім'ї Франческа Андріолі (1794, Брентоніко — травень 1861, Вільнюс), різьбяра та декоратора, в минулому капітана військ Наполеона, який осів у Вільнюсі.
У 1855 році він став учнем у Московському училищі живопису, скульптури та архітектури, де одним з викладачів був Саврасов Олексій Кіндратович.
У 1857 році він вступив до Петербурзької академії мистецтв.
Згодом (1860–1861 рр.) вдосконалював майстерність в Академії Святого Луки у Римі.
Після цього повернувся у Литву та узяв участь у польсько-литовсько-українському національно-визвольному повстанні 1863–1864 рр. проти Російської імперії. Після поразки переховувався під прізвищем Малиновського, згодом Бржозовського, але в жовтні був арештований, засуджений і відправлений у Ригу до в'язниці. Після ув'язнення в 1864 році зумів втекти та дістатися спочатку до Лондону, а згодом і до Парижу.
У країну повернувся як уповноважений Польського Національного Комітету окупованих земель, в 1866 році був заарештований та висланий у В'ятку. Тут давав уроки малювання, в тому числі й для Анни Білінської, Віктора Васнецова та його молодшого брата Аполінарія. Помилуваний у 1871 році переїжджає працювати ілюстратором до Варшави, де у передмісті Мінська-Мазовецького купив палац із садом, та мешкав там до 1880 року. Потім оселився на північ від Карчева, де купив 200 га землі і в цьому маєтку понад Свідром, правою притокою Вісли, побудував окрім своєї вілли кілька будинків для здачі в оренду по своїм проектам, надаючи їм особливого стилю, який розповсюдився довкола. Також був одним із засновників організації відпочинку в Отвоцьку, чим значною мірою посприяв розвитку міста.
У березні 1883 році виїжджає до Парижу, де поселяється у Владислава Міцкевича — найстаршого сина Адама Міцкевича. Завдяки цьому започаткував контакти з видавцями у Франції та Англії, що посприяло отриманню замовлень на ілюстрації до книжок.
Відомі його учні — Анна Білінська, Віктор Васнецов.
Похований на цвинтарі в Наленчуві.

## Книжки, які ілюстрував Андріолі
- Польською мовою:
  - Романіста Крашевського:
    - Кунігас Роман за литовськими переказами.[8]
    - Баєчки[9]

  - Поета Адама Міцкевича, Пан Тадеуш, 1959.
  - Письменника Мальчевського Марія. Український роман. Варшава. 1876.
  - Письменниці Елізи Ожешко
  - Поета та драматурга Юліуша Словацького
- Англійською мовою:
  - Драматурга Шекспіра Ромео та Джульєта[10]
  - Романіста Купера Останній з могікан

## Галерея робіт

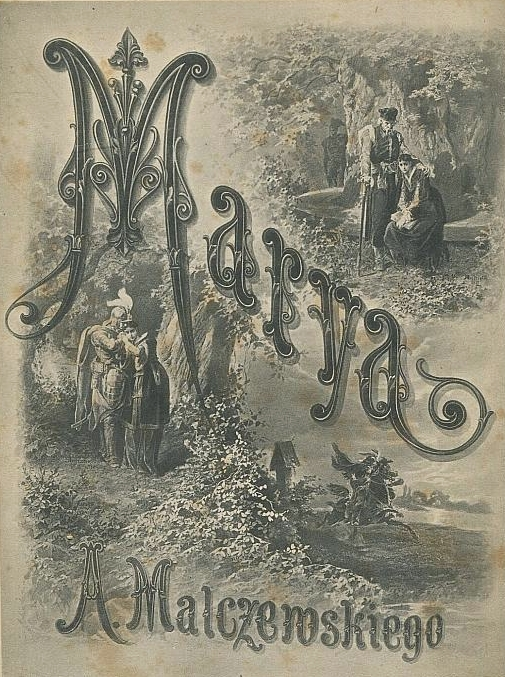
Обкладинка роману Марія (1876)
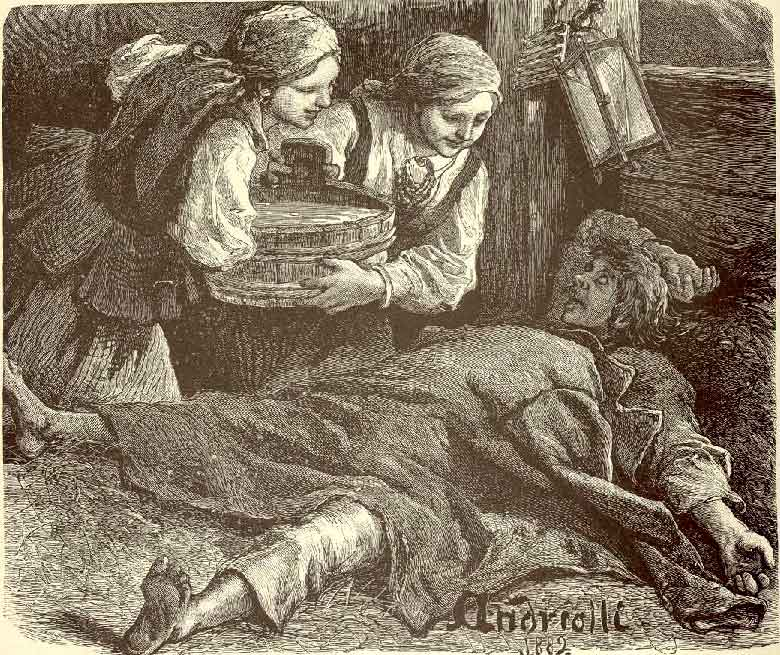
Поливаний понеділок
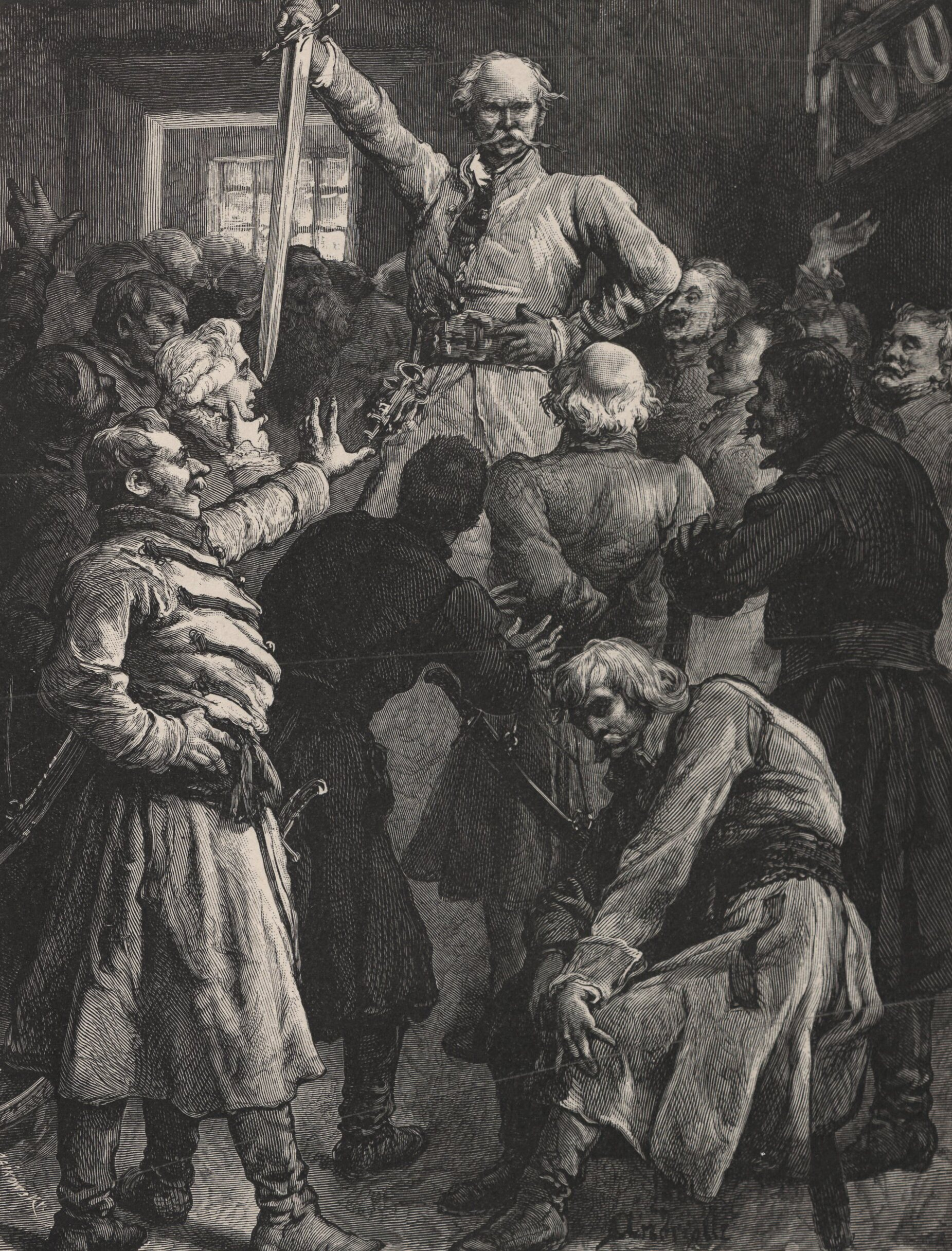
Пан Тадеуш
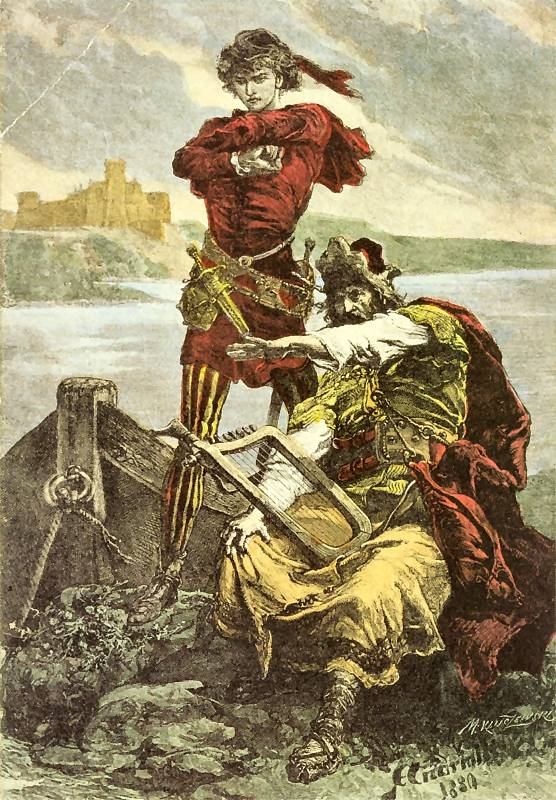
Конрад Валенрод. Альф та Гальбан.
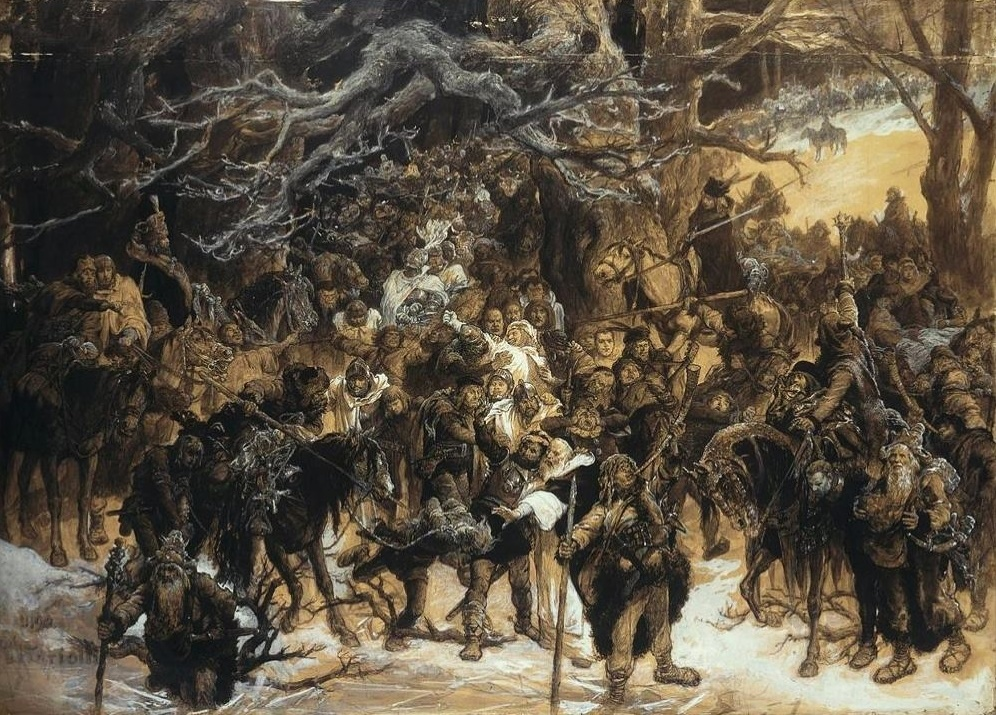
Конрад Валенрод. Повернення литовців.
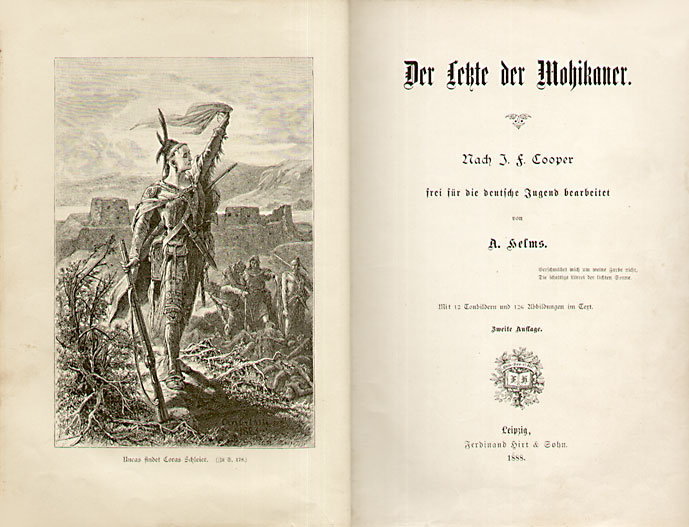
Останній з могікан
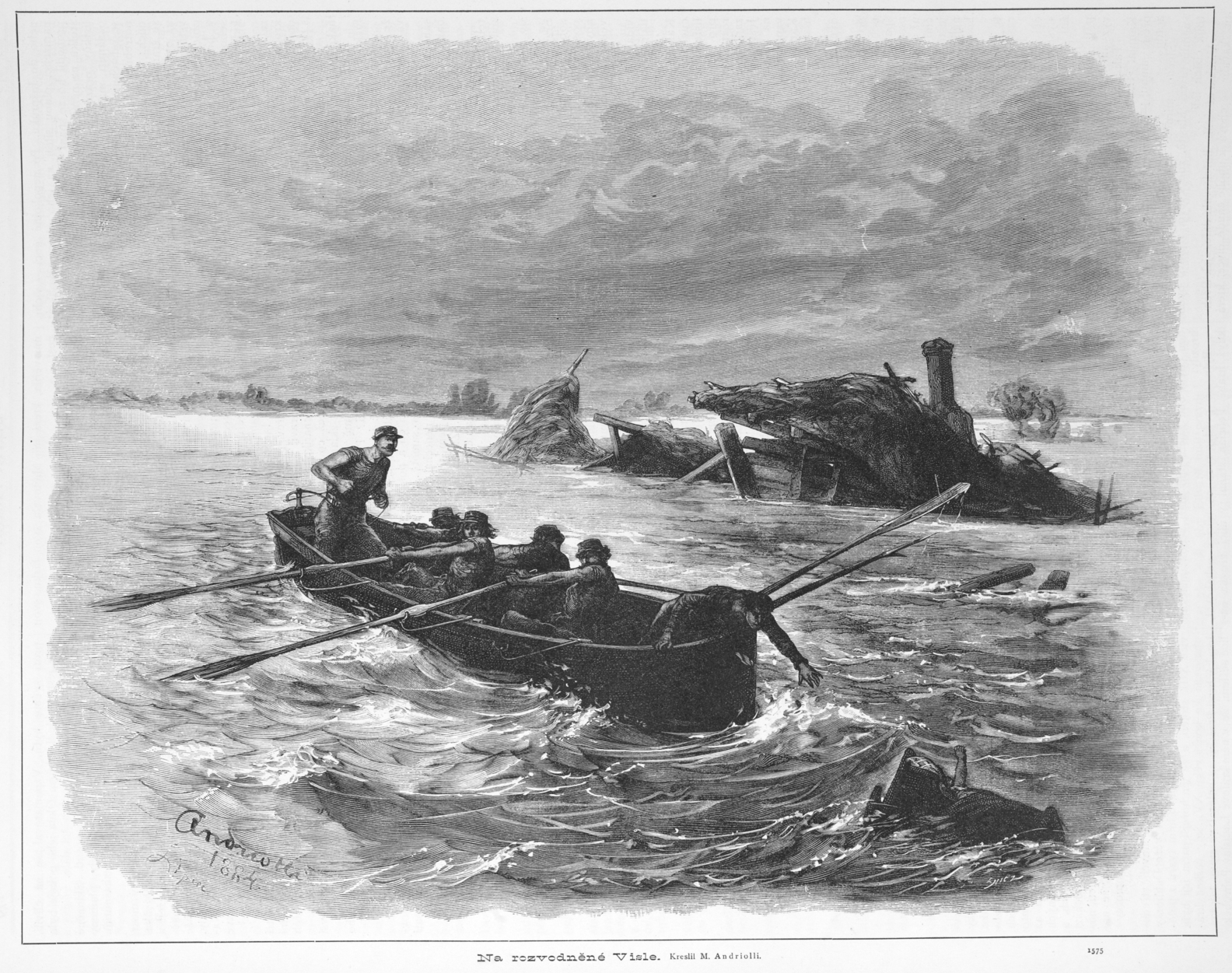
Повінь на Віслі (1813)
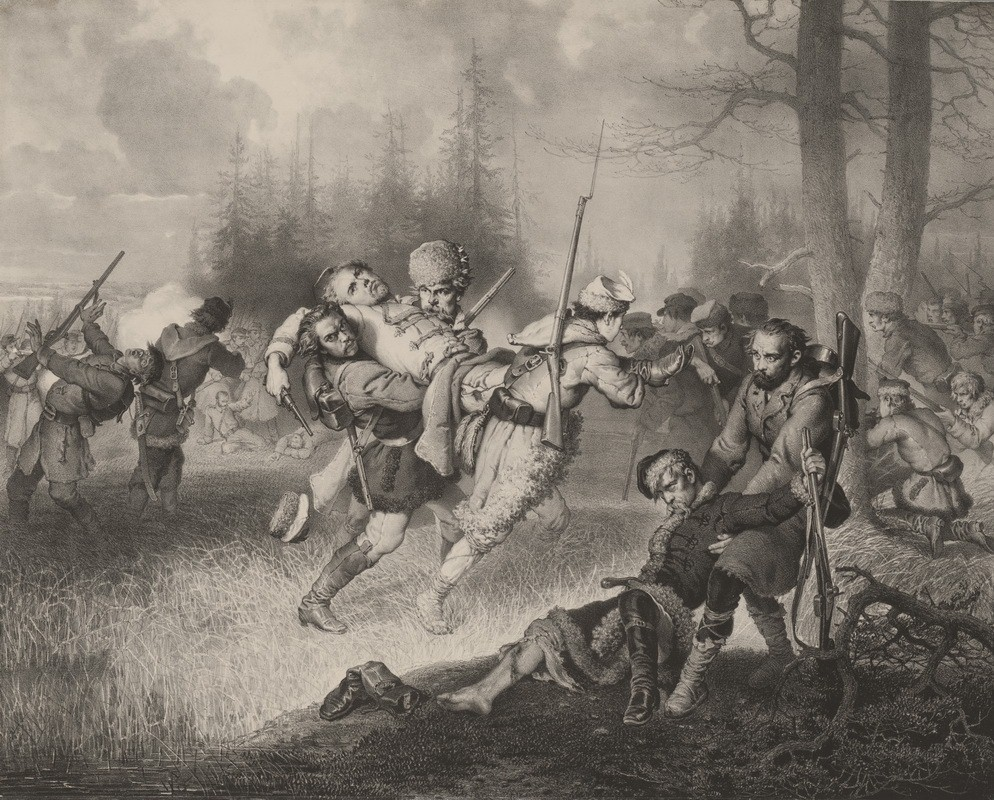
Смерть Людвіка Нарбута в Дубичах (1864–1865)
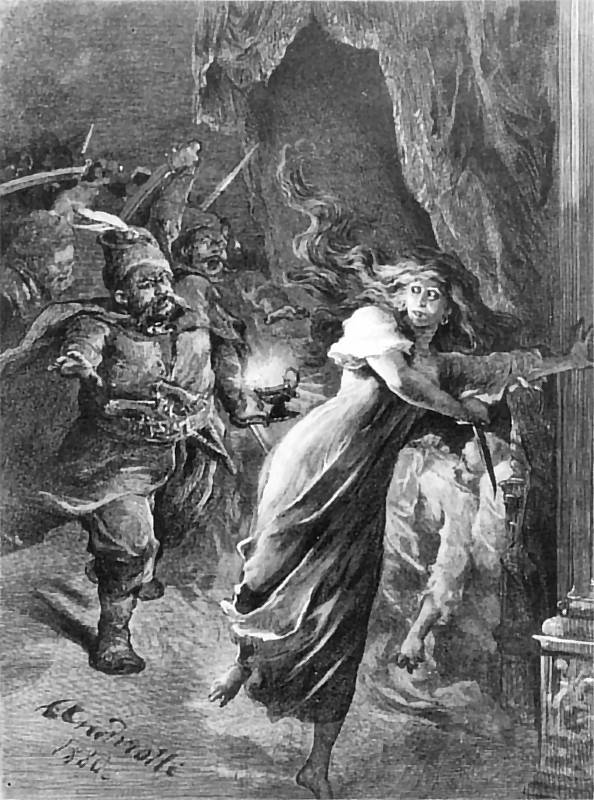
Ілюстрація до поеми "Канівський замок" С. Гощинського (1880)